# Лу (мультфильм)
«Лу» (англ. Lou) — компьютерный анимационный короткометражный фильм, созданный американской киностудией Pixar Animation Studios. Сценаристом и режиссером выступил Дэйв Маллинс. Короткометражка была театрально выпущена вместе с мультфильмом Тачки 3 16 июня 2017 года. Короткий рассказ о коробке для потеряшек и невидимом монстре, который жил в той коробке.

## Сюжет
Ящик для потерянных вещей на детской площадке является домом для Лу, существа, сделанного из разных невостребованных предметов. Каждый день после перемены Лу поднимает игрушки, которые дети оставляют; на следующий день он ставит их на площадку для своих владельцев, чтобы те смогли их найти.
Хулиган по имени Джей-Джей начинает отбирать чужие игрушки, держа их в рюкзаке. Лу начинает красть игрушки из его рюкзака, но Джей-Джей ловит его и преследует.
Во время погони Лу замечает на нижнем белье имя хулигана Джей-Джей и вспоминает, что он этого мальчика видел в его детстве и то, как у него отобрали его игрушку - плюшевого мишку. Этот мишка был в коробке Лу. Джей-Джей видит своего мишку и пытается забрать его, но Лу отказывается отдавать его.
Джей-Джей возвращает все отобранные игрушки, которые он забрал у всех, обратно своим хозяевам. В конце концов, Джей-Джей чувствует радость в воссоединении детей со своими игрушками и взволнованно возвращает все игрушки из коробки, даже те, которые составляют Лу. Вернувшись к коробке, Джей-Джей видит, что последней игрушкой остался его плюшевый мишка и заслуженно забирает его.

## Релиз
«Лу» состоялась на фестивале South by Southwest 12 марта 2017 года. Она была театрально выпущена на больших экранах 16 июня 2017 года вместе с восемнадцатым мультфильмом Pixar Тачки 3.